# چمبلت
چمبلت (به فرانسوی: Chamblet) یک کمون (فرانسه) در فرانسه است که در canton of Montluçon-Est واقع شده‌است. چمبلت ۲۰٫۵ کیلومتر مربع مساحت دارد ۳۵۰ متر بالاتر از سطح دریا واقع شده‌است.